# Idarucizumab
Idarucizumab (Handelsname: Praxbind) ist ein Arzneistoff, der als spezifisches Antidot zur Aufhebung der durch Dabigatran bedingten Gerinnungshemmung angewendet wird. Idarucizumab ist ein humanisierter monoklonaler Antikörper.

## Pharmakologische Eigenschaften
Dabigatran wird von Idarucizumab mit einer im Vergleich zu Thrombin 350-fach höheren Affinität gebunden und neutralisiert. Die terminale Halbwertszeit von Idarucizumab liegt im Mittel bei 10,3 Stunden.

## Herstellung
Idarucizumab wird mittels rekombinanter DNA-Technologie in Ovarialzellen des chinesischen Hamsters (CHO-Zellen) hergestellt. Bei dem Wirkstoff handelt es sich um ein humanisiertes, monoklonales Fab-Fragment mit einer relativen Molmasse von ca. 47,8 kDa, das aus einer κ-Leichtkette zu 219 Aminosäuren und einer γ-Schwerkette zu 225 Aminosäuren besteht. Das Molekül ist nicht glykosyliert.

## Klinische Angaben

### Anwendung
Idarucizumab wird als Einmalgabe intravenös angewendet. In Einzelfällen kann eine weitere Dosis sinnvoll sein.

### Nebenwirkungen
Für Behandelte besteht das Risiko von Thromboembolien infolge der mit Dabigatran behandelten Grunderkrankung (etwa Vorhofflimmern).

### Wechselwirkungen mit anderen Mitteln
Aufgrund der spezifischen Bindung von Idarucizumab an Dabigatran werden relevante Wechselwirkungen mit anderen Arzneimitteln als unwahrscheinlich eingeschätzt.

## Zulassung
Der Antikörper wurde von Boehringer Ingelheim entwickelt und 2015 unter dem Handelsnamen Praxbind sowohl von der Europäischen Kommission und der Food and Drug Administration (FDA) zugelassen. Das Arzneimittel ist zugelassen um die gerinnungshemmende Wirkung von Dabigatran bei lebensbedrohlichen  bzw. nicht beherrschbaren Blutungen oder vor Notfalloperationen schnell aufzuheben.
Bei Zulassung war Idarucizumab der einzige verfügbare Antidot für einen Wirkstoff aus der Gruppe der direkten oralen Antikoagulanzien (DOAK).

## Studien
In einer zweiarmigen prospektiven Kohortenstudie (Phase 3, RE-VERSE AD) wurde 2015 eine fast vollständige Antagonisierung durch die intravenöse Bolus-Gabe von 5 g Idarucizumab nachgewiesen. Die Ergebnisse der Gesamtkohorte wurden 2017 veröffentlicht.